# Wenzel Gebler
Wenzel Gebler (8. září 1850, Čižebná – ? po roce 1923) byl rakouský politik německé národnosti působící v Čechách, na konci 19. století poslanec Říšské rady; později hospitalizovaný pro duševní poruchu.

## Biografie
Profesí byl stavebním mistrem v Kraslicích a těšil se dobré pověsti. V roce 1894 prováděl stavbu střechy zdejšího kostela Božího Těla.
Ve volbách v roce 1895 byl zvolen v kurii venkovských obcí (volební obvod Kraslice, Nejdek) do Českého zemského sněmu. Rezignoval, ale opětovně byl zvolen roku 1899.
Na konci 19. století se zapojil i do celostátní politiky. Ve volbách do Říšské rady roku 1897 byl zvolen za městskou kurii, obvod Falknov, Loket, Horní Slavkov atd. Rezignace na mandát byla oznámena na schůzi 21. března 1898. V Říšské radě ho po rezignaci nahradil Johann Laurenz Hofer. Profesně se k roku 1897 Gebler uvádí jako stavební mistr z Kraslic. Uvádí se jako německý nacionál (takzvaná Německá lidová strana).
Již během vystupování na zemském sněmu a Říšské radě budilo jeho excentrické chování pozornost a podezření na duševní poruchu. Už například v listopadu 1896 ho v Praze v ulici Na Příkopě, kam mířil na sjezd německých agrárníků, postihl záchvat, při kterém upadl na zem, kopal okolo sebe a byl nepříčetný. Později se jeho psychiatrické potíže prohlubovaly a byl opakovaně hospitalizován. Počátkem 20. století se přestěhoval z Kraslic do Falknova. V únoru 1907 zde byl zatčen poté, co během jednoho dne vystřelil asi 60 nábojů, a převezen do léčebny v Dobřanech. V jeho domě se našlo mnoho zbraní a asi 500 nábojů.